# Médersa Seffarine

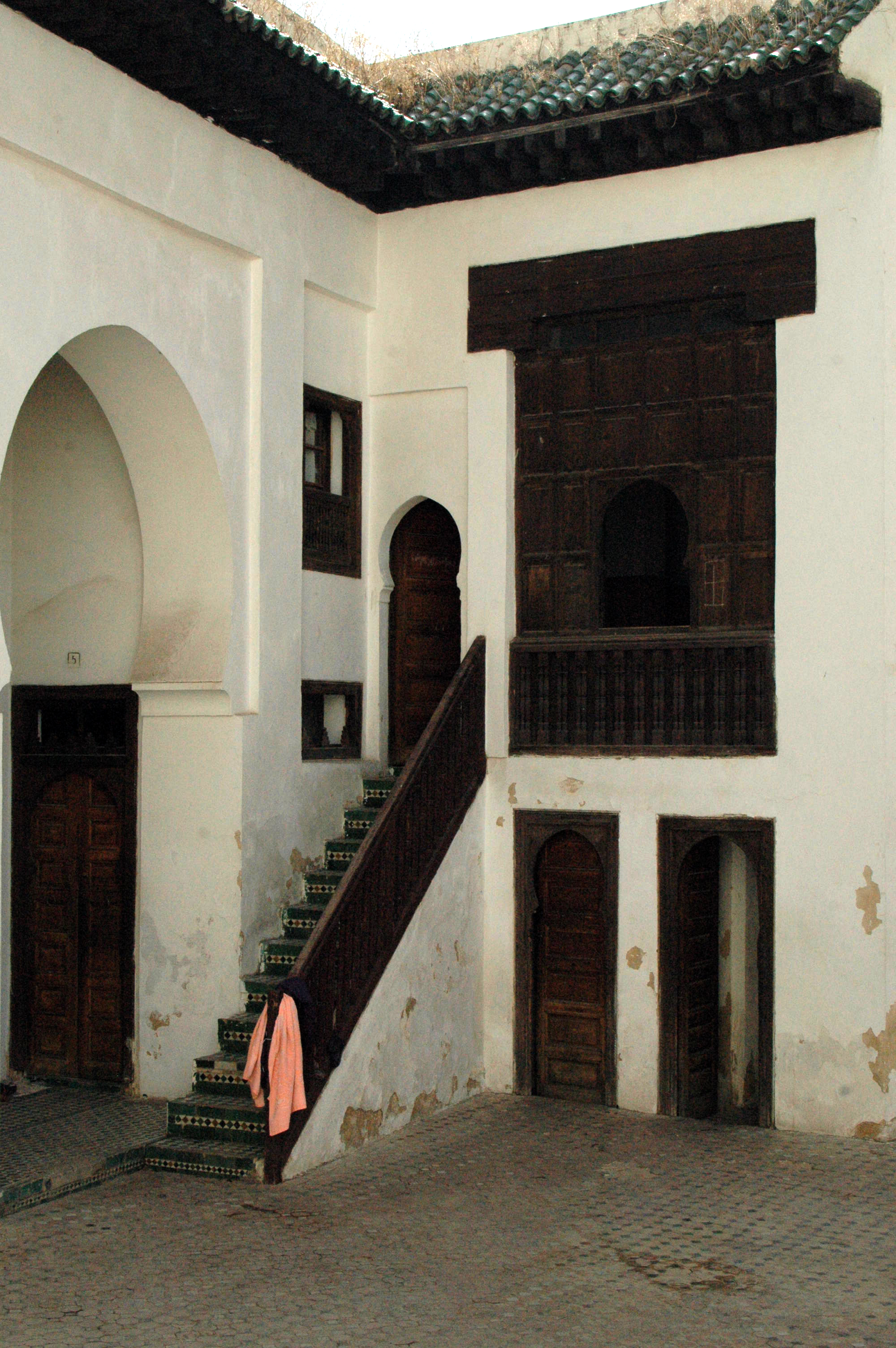
Portail et partie de la galerie autour de la cour en 2007 (avant restauration).

La médersa Seffarine, également appelée « l'école des chaudronniers », fut édifiée en 1280 sur les bords de l’oued Fès par le sultan mérinide Abu Yusuf Yaqub. 
C'est la doyenne des médersas de Fès avec 25 chambres et trois salles de cours. Son architecture est sobre et sa salle de prière n'est pas très grande comparé aux autres médersas, et comme la médersa Bou Inania, elle contient un splendide minaret. La médersa est rénovée en l'an 1437 de l’hégire, soit en 2016 du calendrier grégorien, et par ordre du roi du Maroc, elle accueillera des étudiants de l’Université Al Quaraouiyine qui sont en dernière année
Parmi les œuvres marocaine qui a été rénovée par Jacques Marmey en 1935 référence:
le Rationalisme